# Lucanidae
Los lucánidos (Lucanidae) son una familia de coleópteros polífagos de tamaño medio a grande (10-90 mm), con unas 930 especies descritas. Algunos son conocidos con el nombre vulgar de ciervos volantes, por el gran desarrollo de las mandíbulas de los machos.
Viven preferentemente en bosques formados por árboles de hoja ancha y se alimentan de savia, yemas u hojas de los árboles. Las hembras depositan los huevos en troncos viejos, tocones, etc., donde se desarrollan las larvas. Algunas especies, como Lucanus cervus tardan cinco o más años en alcanzar el estado adulto.
Los lucánidos son muy apreciados por los coleccionistas; existe un comercio internacional, no siempre legal, con algunas especies especialmente grandes o vistosas.
En la península ibérica figuran en el libro rojo de especies a proteger.

## Taxonomía
La familia Lucanidae se divide en las siguientes subfamilias y tribus:
- Subfamilia Protolucaninae † Nikolajev, 2007
- Subfamilia Aesalinae MacLeay, 1819
  - Tribu Aesalini MacLeay, 1819
  - Tribu Ceratognathini Sharp, 1899
  - Tribu Nicagini LeConte, 1861
- Subfamilia Ceruchitinae † Nikolajev, 2006
- Subfamilia Syndesinae MacLeay, 1819
- Subfamilia Lampriminae MacLeay, 1819
  - Tribu Lamprimini MacLeay, 1819
  - Tribu Streptocerini Kikuta, 1986
- Subfamilia Lucaninae Latreille, 1804
  - Tribu Chiasognathini Burmeister, 1847
  - Tribu Lucanini Latreille, 1804
  - Tribu Platycerini Mulsant, 1842
  - Tribu Platyceroidini Paulsen and Hawks, 2008
- Subfamilia Paralucaninae † Nikolajev, 2000